# Song of the Wanderer
Song of the Wanderer (Where Shall I Go?) ist ein Song, den Neil Moret (Musik und Text) verfasste und 1926 veröffentlichte.

## Hintergrund
Neil Moret (1878–1943, eigentlich Charles N. Daniels) war Mitbegründer des Musikverlags Daniels & Russell Publishing Company in St. Louis und arbeitete in den 1910er-Jahren bei der Remick Music Company von Jerome H. Remick, bevor er 1913 und erneut 1924–1931 einen eigenen Musikverlag gründete, zuletzt Villa Moret, Inc. in San Francisco. Als Songwriter arbeitete Moret u. a. mit Gus Kahn, Richard A. Whiting, Harry Tobias, Gus Arnheim, Edwin Lemare und Ben Black. Zu seinen bekanntesten Liedern gehörten Chloe (mit Gus Kahn), She’s Funny That Way (mit Richard A. Whiting) und Sweet and Lovely (mit Gus Arnheim und Harry Tobias), Peggy (mit Harry Williams), Goodnight My Love (mit Gus Arnheim, Harry Tobias, Edwin Lemare). Die ersten Zeilen des Song of the Wanderer lauten:
“Where shall I go when I go where I go
Since you have sent me away
What shall I do when I do what I do
When you just haunt me all the day.
Where can I find what I found when I first met you
You were unkind but I simply can’t forget you.”
Die erste Plattenaufnahme des Songs erfolgte am 27. September 1926 durch den Sänger Douglas Richardson. Bereits 1926 spielten auch Earl Burtnett and His Biltmore Hotel Orchestra (Columbia), der Pianist Johnny Johnson (alias Malcom Johnson, Welte Mignon) und das Art Landry Orchestra (Victor) den Titel ein, 1927 gefolgt von Paul Whiteman, Vincent Lopez (Brunswick), Johnny Sylvester and His Playmates (Gennett, mit Lou de Fabbia, Gesang) und Annette Hanshaw (Pathé Actuel); Al Bowlly/Arthur Briggs coverten ihn in Berlin. In den 30ern folgten Einspielungen von Jack de Vries’ Internationals, Joe Kennedy, Kid Howard, Harry James, den Count Basie Five mit der Sängerin Helen Humes (u. a. mit Buck Clayton und Lester Young) und vom Bob Crosbys Orchester. Ab den 40ern gehörte er zum Repertoire von Traditional-Jazz-Musikern wie Art Hodes, Muggsy Spanier, Pete Fountain, Kid Ory, Eddie Condon, Albert Nicholas, Don Ewell, George Brunies, Wild Bill Davison, Jimmy Archey, Bob Haggart, aber auch von Swingveteranen wie Billy Eckstine und Al Hibbler. In späteren Jahren coverten auch Musiker wie Dan Barrett, Doc Houlind, Danny Moss/Jon-Erik Kellso, Ed Polcer, Warren Vaché oder Bob Wilber den Song. Im Bereich des Jazz listet der Diskograf Tom Lord 115 Coverversionen des Lieds.